# Валентін Гомес
Дієго Валентін Гомес (ісп. Diego Valentín Gómez, нар. 26 червня 2003, Буенос-Айрес, Аргентина) — аргентинський футболіст, центральний захисник клубу «Велес Сарсфілд».

## Ігрова кар'єра

### Клубна
Валентін Гомес є вихованцем футбольного клубу «Велес Сарсфілд», де почав займатися футболом у клубній академії у 2013 році. У березні 2021 року Гомес продовжив дію контракту з клубом. 25 лютого 2022 року футболіст дебютував у першій команді у матчах чемпіонату Аргентини.

### Збірна
У 2023 році у складі молодіжної збірної Аргентини Гомес брав участь у домашньому молодіжному чемпіонаті світу.